# Colors (film)
Pour les articles homonymes, voir Colors.
Pour plus de détails, voir Fiche technique et Distribution.
Colors est un film américain réalisé par Dennis Hopper et sorti en 1988.
Le film met en scène Robert Duvall et Sean Penn dans le rôle de deux policiers de l'unité CRASH et qui interviennent dans des quartiers infectés de gangs (South Los Angeles, Echo Park, Westlake et Eastside). Le film reçoit globalement de bonnes critiques et performe au box-office.

## Synopsis
À Los Angeles, une lutte sans merci oppose les services de police locaux (LAPD et LASD) aux gangs locaux, en particulier les bandes afro-américaines Crips et Bloods. Dans ce contexte, les deux forces de l'ordre disposent chacune d'une section spéciale : le CRASH (Community Resources Against Street Hoodlums, un programme de lutte contre les voyous des rues) et l'OSS (Operation Safe Streets soit « opération rues sûres »). Alors que le chef du CRASH, Melindez, rappelle les consignes d'usage à ses hommes, Danny McGavin, une nouvelle recrue, est contraint de faire des rondes dans les rues en compagnie de Bob Hodges, un vétéran du Viêt Nam.
Cette nuit même, Rocket, redoutable caïd des Crips du quartier, assassine Robert Craig, un jeune Noir engagé récemment parmi les Bloods. Le lendemain, au cours d'une ronde, Bob et Danny, chargés de l'enquête, appréhendent Clarence Brown, dit "la Taupe", un membre des Bloods pour détention de stupéfiants mais le relâchent par décision de Bob qui révèle son caractère négociateur et au grand dam de Danny qui, depuis la découverte du cadavre du jeune Craig, a juré de se montrer radical envers les gangsters. Lorsque les deux policiers s'arrêtent à une cafétéria, Danny tombe amoureux de la serveuse, Louisa Gomez. Puis le jeune flic fait la connaissance du gang "de la 21e Rue" du Mexicain Leo Lopez dit Frog bien connu de Bob, composé de Bird, jeune Latino sans scrupule, Larry Sylvester, un Noir cultivé, ainsi que Felipe, le petit frère de Frog.
Pendant les obsèques de Robert Craig, trois membres des Crips en voiture déclenchent une fusillade dans l'église. Bob et Danny, en planque, se lancent à leur poursuite, au terme de laquelle le véhicule des malfaiteurs dérape et explose. La voiture de Bob, conduite par Danny, fait elle aussi un tonneau, sans les blesser. La femme de Bob invite Danny chez eux, impatiente de rencontrer celui qui a esquinté leur voiture. Le jeune policier, en compagnie de Luisa, fait la connaissance de l'épouse de Bob et de deux de leurs enfants. Pendant ce temps, Ron Delaney, ami et ancien complice de Frog, rend visite au gang de la 21e Rue et leur conseille de cesser leurs activités, étant donné la vigilance de la police. Ce soir-là, Danny et Louisa se retrouvent chez cette dernière et couchent ensemble.
Le lendemain, Bob, Danny et le sergent Bailey de l'OSS procèdent à l'arrestation d'un dealer portoricain complice des Bloods. Interrogé, l'homme affirme ne connaître que « la Taupe » parmi les Bloods. Puis « la Taupe » est repéré par Bob et Danny et interpellé difficilement. Entre-temps, Frog est incarcéré pour contraventions non payées et un de ses complices est surpris en train de taguer sur un mur par Danny qui lui barbouille la figure avec sa bombe de peinture. Ce geste lui attire la désapprobation de Louisa qui se révèle être sa cousine. En prison, « la Taupe » est roué de coups par plusieurs détenus, puis, interrogé par le shérif, il avoue avoir assisté au meurtre de Robert Craig et dénonce Rocket, le chef des Crips. Cette nuit-là, Bob, Danny et leurs collègues repèrent la camionnette utilisée par le voyou lors de l'assassinat. L'interrogatoire des occupants conduit la police au domicile du malfrat où elle trouve sa petite amie en train de faire l'amour. Mais son partenaire n'est pas Rocket, mais « l'Abeille », un de ses complices. Le voyant faire un mouvement et pensant qu'il voulait pour prendre une arme, le sergent Baines lui tire mortellement dessus. Sa compagne, sous le choc, croit que c'est Danny qui a tiré. Alors que le policier est auditionné, le Cowboy, un membre des Crips, est emprisonné dans la même cellule que Frog et révèle à voix haute l'endroit où Rocket se cache, sachant qu'il est recherché. Frog communique l'information à la police qui décide d'utiliser Danny comme appât pour capturer Rocket . Se doutant que le Cowboy était détenu avec uniquement des Crips, excepté Frog, Rocket se rend compte que ce dernier l'a dénoncé. Cette nuit-là, alors que Frog, tout juste libéré de prison, organise une fête, Rocket se rend à son domicile et y tire une rafale de mitraillette tuant une invitée. Frog et ses complices, drogués, sont incapables de répliquer.
À la suite de cet acte criminel, le gang de la 21e Rue jure de se venger des Crips. Contre l'avis de son frère, Felipe décide de se joindre à la bande. Cette nuit-là, Frog et ses complices parviennent à la planque de Rocket et ouvrent le feu sur les Crips qui sont descendus un à un. Rocket trouve la mort en tuant Larry. Arrivant sur place après le départ des truands, les policiers constatent le massacre et interpellent Frog et ses complices. Bird, resté à l'écart tire sur Bob. Danny réplique, tuant le malfaiteur sur le coup. Bob, grièvement atteint, agonise devant son jeune équipier.
Peu après, Danny est à nouveau en patrouille dans les banlieues avec un nouveau coéquipier, un Noir aussi jeune, mais encore plus sûr de lui que Danny dans son métier, étant originaire d'un ghetto. Comme il le dit lui-même: "J'ai pas de leçon à recevoir d'un Blanc, surtout à propos du ghetto".

## Fiche technique
- Titre original et français : Colors
- Titre québécois : Couleurs
- Réalisation : Dennis Hopper
- Scénario : Michael Schiffer
- Musique : Herbie Hancock
- Photographie : Haskell Wexler
- Montage : Robert Estrin
- Production : Robert H. Solo (en)
- Société de production : Orion Pictures
- Distribution : 20th Century Fox (France), Orion Pictures (États-Unis)
- Pays de production :  États-Unis
- Langues originales : anglais, espagnol
- Format : Couleur - Dolby SR - 35 mm - 1.85:1
- Genre : policier, drame
- Durée : 120 minutes
- Dates de sortie : 
  - États-Unis : 15 avril 1988
  - France : 17 août 1988
- Public : Film interdit aux moins de 12 ans[Où ?]

## Distribution
- Robert Duvall (VF : André Valmy) : Bob Hodges
- Sean Penn (VF : Eric Baugin) : Danny « Pacman » McGavin
- Maria Conchita Alonso (VF : Marie Vincent) : Louisa Gomez
- Trinidad Silva : Leo 'la Grenouille' Lopez
- Randy Brooks (VF : Med Hondo) : Ron Delaney
- Grand L. Bush : Larry Sylvester
- Don Cheadle (VF : Med Hondo) : Rocket
- Damon Wayans (VF : Pascal Légitimus) : le Cowboy
- Leon Robinson (VF : Tola Koukoui) : L'abeille
- Glenn Plummer (VF : Pascal Légitimus) : Clarence « la Taupe » Brown
- Gerardo Mejia (VF : William Coryn) : Bird
- Courtney Gains : Whitey
- Romeo De Lan (VF : Emmanuel Curtil) : Felipe
- Charles Walker (VF : Pierre Saintons) : Reed
- R. D. Call : Le sergent Rusty Baines
- Rudy Ramos (VF : Bernard Tiphaine) : Melindez
- Karla Montana : Locita
- Sy Richardson (VF : Daniel Kamwa) : Bailey

## Production
Dans le script original de Richard Di Lello, l'intrigue se déroulait à Chicago et concernait davantage le trafic de drogue que la guerre des gangs. Quand il arrive sur le projet, Dennis Hopper demande ces changements. Le scénariste Michael Schiffer (en) est alors engagé pour retravailler le script.
Après avoir travaillé avec lui dans Rusty James (1983) de Francis Ford Coppola, Dennis Hopper voulait depuis des années diriger Mickey Rourke. Le cinéaste le voulait pour le rôle de Danny McGavin, mais l'acteur n'était pas disponible quand le projet s'est concrétisé.
Les prises de vue se déroulent dans de véritables quartiers défavorisés. Le producteur Robert H. Solo engage de véritables membres de gangs comme gardes du corps des acteurs. De nombreux incidents viendront perturber le tournage. Deux figurants, issus de gangs, seront tués. Plus tard, un Crip sera assassiné par un Blood dans la file d'attente d'un cinéma projetant le film en avril 1988,. Sean Penn a par ailleurs fait 33 jours de prison pour avoir frappé un figurant qui tentait de le photographier sans sa permission durant le tournage en avril 1987.

## Bande originale
La musique du film est composée par Herbie Hancock. L'album de la bande originale, commercialisé par Warner Bros. Records, contient cependant des chansons d'artistes rap et R'n'B.
| Liste des titres | Liste des titres                                              | Liste des titres                      | Liste des titres                              | Liste des titres | Liste des titres | Liste des titres | Liste des titres | Liste des titres | Liste des titres |
| No               | Titre                                                         | Auteur                                | Producteurs                                   | Durée            |                  |                  |                  |                  |                  |
| ---------------- | ------------------------------------------------------------- | ------------------------------------- | --------------------------------------------- | ---------------- | ---------------- | ---------------- | ---------------- | ---------------- | ---------------- |
| 1.               | Colors (interprété par Ice-T)                                 | - C. Glenn - T. Marrow                | - Afrika Islam - Ice-T                        | 4:25             |                  |                  |                  |                  |                  |
| 2.               | Six Gun (44Mag Mix) (interprété par The Decadent Dub Team)    | - D. Williams - J. Liles - P. Quigg   | Decadent Dub Team                             | 4:57             |                  |                  |                  |                  |                  |
| 3.               | Let the Rhythm Run (interprété par Salt-N-Pepa)               | - H. Azor                             | Hurby Luv Bug                                 | 3:22             |                  |                  |                  |                  |                  |
| 4.               | Raw (interprété par Big Daddy Kane)                           | - A. Hardy - M. Williams              | Marley Marl                                   | 4:06             |                  |                  |                  |                  |                  |
| 5.               | Paid in Full (Coldcut Remix) (interprété par Eric B. & Rakim) | - E. Barrier - W. Griffin             | Eric B. & Rakim                               | 7:07             |                  |                  |                  |                  |                  |
| 6.               | Butcher Shop (interprété par Kool G Rap)                      | - M. Williams - N. Wilson             | Marley Marl                                   | 3:44             |                  |                  |                  |                  |                  |
| 7.               | Mad Mad World (interprété par The 7A3)                        | - B. Bouldin - J. Rivers - S. Bouldin | - Johnny Rivers - Mark Wolfson (coproducteur) | 4:48             |                  |                  |                  |                  |                  |
| 8.               | Go on, Girl (interprété par Roxanne Shanté)                   | A. Hardy                              | Marley Marl                                   | 3:03             |                  |                  |                  |                  |                  |
| 9.               | A Mind is a Terrible Thing to Waste (interprété par MC Shan)  | - M. Williams - S. Moltke             | Marley Marl                                   | 4:28             |                  |                  |                  |                  |                  |
| 10.              | Everywhere I Go (Colors) (interprété par Rick James)          | R. James                              | Rick James                                    | 4:34             |                  |                  |                  |                  |                  |
| 44:51            |                                                               |                                       |                                               |                  |                  |                  |                  |                  |                  |

## Accueil
Le film reçoit des critiques globalement bonnes. Sur l'agrégateur américain Rotten Tomatoes, il récolte 78% d'opinions favorables pour 37 critiques et une note moyenne de 6,6⁄10. Sur Metacritic, il obtient une note moyenne de 66⁄100 pour 15 critiques.
Dans The New York Times, Janet Maslin remarque que Dennis Hopper « a un œil superbe pour la floraison toxique de la culture des gangs au milieu de la vie du ghetto, et une oreille à la hauteur ; avec une photographie brillante de Haskell Wexler, il a également un sens du mouvement féroce et excitant ». Roger Ebert y voit quant à lui « un film spécial - pas seulement un thriller policier, mais un film qui a fait des recherches sur les gangs et réfléchi à ce qu'il veut dire à leur sujet ».
Desson Howe et Hal Hinson du The Washington Post sont d'avis divergents. Le premier pense que le réalisateur « couvre le chaos avec une immédiateté documentaire sans fioritures qui transcende les formules policières autrement », alors que Hal Hinson rétorque qu'il s'agit sûrement du « film le moins incendiaire sur la vie de gang jamais réalisé ».
Sur le service Ceefax de la BBC, Louise Hart écrit une critique négative : « La principale faiblesse du film est qu'il se concentre beaucoup moins sur les gangs de rue que sur la relation grandissante entre les deux flics ».
La scène de la fusillade au cimetière sera considérée comme irréaliste par certains critiques. D'après l'équipe de tournage, une scène similaire s'est réellement déroulée peu après le tournage, non loin du lieu des prises de vues.
Côté box-office, le film récolte 46 millions de dollars rien que sur le sol américain,. En France, il n'attire que 265 499 spectateurs en salles.

## Distinctions
Herbie Hancock remporte le BMI Film & TV Awards en 1988. Le clip de la chanson Colors d'Ice-T sera par ailleurs nommé aux MTV Video Music Awards 1989.

## Commentaire
Colors est l'un des premiers films américains à s’intéresser et à montrer la violence des gangs en Californie. Il ouvrira la voie à des films comme Boyz n the Hood (1991), South Central (1992) ou Menace to Society (1993) et à bien d'autres se déroulant à New York.